# Nigerianische Leichtathletik-Meisterschaften 2019
Die 30. Nigerianischen Leichtathletik-Meisterschaften wurden vom 25. bis 27. Juli 2019 im Ahmadou-Bello-Stadion in Kaduna ausgetragen.

## Medaillengewinner

### Männer
| Disziplin          | Gold                          | Leistung     | Silber              | Leistung    | Bronze               | Leistung    |
| ------------------ | ----------------------------- | ------------ | ------------------- | ----------- | -------------------- | ----------- |
| 100 m              | Usheoritse Itsekiri           | 10,23 s      | Enoch Adegoke       | 10,25 s     | Seye Ogunlewe        | 10,27 s     |
| 200 m              | Usheoritse Itsekiri           | 20,95 s      | Jerry Jakpa         | 21,00 s     | Idjesa Uruemu        | 21,06 s     |
| 400 m              | Ifeanyi Emmanuel Ojeli        | 45,93 s      | Orukpe Erayokan     | 46,35 s     | Shedrack Akpeki      | 46,54 s     |
| 800 m              | Sodiq Adebisi                 | 1:51,89 min  | Ogunseye Goke       | 1:52,03 min | Ezeoke Anayo         | 1:52,77 min |
| 1500 m             | Soudi Hamadjam                | 3:56,89 min  |                     | ?           |                      | ?           |
| 5000 m             | Emmanuel Gyang                | 14:54,70 min |                     | ?           |                      | ?           |
| 10.000 m           | Shehu Mu’azu                  | 31:09,7 min  | Emmanuel Gyang      | 31:36,3 min |                      | ?           |
| 110 m Hürden       | Ogieriakhi Martins            | 14,02 s      | Samuel Osadolor     | 14,16 s     | Oyeniyi Abejoye      | 14,37 s     |
| 400 m Hürden       | Timothy Emeoghene             | 50,45 s      | Okorie Henry        | 50,59 s     | Oyedele Teslim       | 50,91 s     |
| 3000 m Hindernis   |                               | ?            |                     | ?           |                      | ?           |
| 4 × 100 m Staffel  |                               | ?            |                     | ?           |                      | ?           |
| 4 × 400 m Staffel  |                               | ?            |                     | ?           |                      | ?           |
| 10.000 m Bahngehen |                               | ?            |                     | ?           |                      | ?           |
| Hochsprung         | Omamuyovwi Best Erhire        | 2,12 m       | Obiora Arinze       | 2,05 m      | Cyprian Oyedele      | 2,00 m      |
| Stabhochsprung     |                               | ?            |                     | ?           |                      | ?           |
| Weitsprung         | Oreva-oghene Joseph Edafiadhe | 7,54 m       | Emmanuel Tobechukwu | 7,50 m      | Toyin Oladimeji      | 7,23 m      |
| Dreisprung         | Blessing Oluwayemi            | 15,39 m      | Abiola Olajide      | 15,31 m     | Chidozie Ikenga Kalu | 15,04 m     |
| Kugelstoßen        |                               | ?            |                     | ?           |                      | ?           |
| Diskuswurf         | Ifeanyi Augustine Nwoye       | 52,94 m      | Kenechukwu Ezeofor  | 49,01 m     |                      | ?           |
| Hammerwurf         |                               | ?            |                     | ?           |                      | ?           |
| Speerwurf          | Samuel Kure                   | 74,33 m      | Chinecherem Nnamdi  | 68,21 m     | Kenechukwu Ezeofor   | 65,80 m     |
| Zehnkampf          |                               | ?            |                     | ?           |                      | ?           |

### Frauen
| Disziplin          | Gold                     | Leistung    | Silber                  | Leistung    | Bronze                | Leistung    |
| ------------------ | ------------------------ | ----------- | ----------------------- | ----------- | --------------------- | ----------- |
| 100 m              | Joy Udo-Gabriel          | 11,58 s     | Nzubechi Grace Nwokocha | 11,70 s     | Rosemary Chukwuma     | 11,74 s     |
| 200 m              | Favour Ofili             | 23,32 s     | Precious Obi Amarachi   | 23,99 s     | Praise Ofoku          | 25,11 s     |
| 400 m              | Patience Okon George     | 51,66 s     | Favour Ofili            | 51,90 s     | Precious Obi Amarachi | 52,03 s     |
| 800 m              | Comfort James            | 2:15,00 min |                         | ?           |                       | ?           |
| 1500 m             | Comfort James            | 4:42,1 min  |                         | ?           |                       | ?           |
| 5000 m             | Deborah Pam              | 17:18,3 min |                         | ?           |                       | ?           |
| 10.000 m           | Deborah Pam              | 35:25,4 min | Rose Akuso              | 37:08,2 min |                       | ?           |
| 100 m Hürden       | Kemi Francis             | 14,02 s     | Grace Ayemoba           | 14,11 s     | Victoria Adunbi       | 14,60 s     |
| 400 m Hürden       | Uwemedino Akpan Abasiono | 58,00 s     | Comfort Ekene           | 58,98 s     | Joy Abu               | 59,05 s     |
| 3000 m Hindernis   |                          | ?           |                         | ?           |                       | ?           |
| 4 × 100 m Staffel  |                          | ?           |                         | ?           |                       | ?           |
| 4 × 400 m Staffel  |                          | ?           |                         | ?           |                       | ?           |
| 10.000 m Bahngehen |                          | ?           |                         | ?           |                       | ?           |
| Hochsprung         | Esther Issa              | 1,81 m      | Tope Adesina            | 1,80 m      |                       | ?           |
| Stabhochsprung     |                          | ?           |                         | ?           |                       | ?           |
| Weitsprung         | Precious Okoronkwor      | 6,05 m      | Fegor Clifford          | 6,01 m      | Victory George        | 5,85 m      |
| Dreisprung         | Blessing Ibrahim         | 13,25 m     | Onoara Obamuwagun       | 12,84 m     | Mercy Honest          | 12,80 m     |
| Kugelstoßen        | Eucharia Ogbukwu         | 14,70 m     | Nkechi Leticia Chime    | 14,59 m     |                       | ?           |
| Diskuswurf         | Princess Kara            | 49,18 m     | Utitofon James          | 44,72 m     | Onome Ogbeni          | 43,70 m     |
| Hammerwurf         | Queen Obisesan           | 65,19 m     | Quadri Rashidat         | 49,94 m     |                       | ?           |
| Speerwurf          | Kelechi Nwanaga          | 50,30 m     |                         | ?           |                       | ?           |
| Siebenkampf        | Kemi Francis             | 5517 Punkte | Hope Ideh               | 5030 Punkte | Tori West             | 5466 Punkte |